# ATP Finals 2021 - Doppio
Nikola Mektić e Wesley Koolhof erano i detentori del titolo, ma Mektić si è qualificato insieme a Mate Pavić, mentre Koolhof non si è qualificato.
In finale Pierre-Hugues Herbert e Nicolas Mahut hanno sconfitto Rajeev Ram e Joe Salisbury con il punteggio di 6-4, 7-6(0).

## Teste di serie
1. Nikola Mektić /  Mate Pavić (semifinale)
2. Rajeev Ram /  Joe Salisbury (finale)
3. Pierre-Hugues Herbert /  Nicolas Mahut (campioni)
4. Marcel Granollers /  Horacio Zeballos (semifinale)

1. Juan Sebastián Cabal /  Robert Farah (round robin)
2. Ivan Dodig /  Filip Polášek (round robin)
3. Jamie Murray /  Bruno Soares (round robin)
4. Kevin Krawietz /  Horia Tecău (round robin)

### Riserve
1. Simone Bolelli /  Máximo González (non hanno giocato)

1. Tim Pütz /  Michael Venus (non hanno giocato)

## Tabellone

### Legenda
| - Q = Qualificato - WC = Wild card - LL = Lucky loser | - ALT = Alternate - SE = Special Exempt - PR = Protected Ranking | - w/o = Walkover - r = Ritirato - d = Squalificato |

### Parte finale
|  | Semifinali | Semifinali                          | Semifinali                          | Semifinali | Semifinali |  |  | Finale | Finale                              | Finale                              | Finale | Finale |  |
|  |            |                                     |                                     |            |            |  |  |        |                                     |                                     |        |        |  |
|  | 4          | Marcel Granollers Horacio Zeballos  | Marcel Granollers Horacio Zeballos  | 3          | 4          |  |  |        |                                     |                                     |        |        |  |
|  | 3          | Pierre-Hugues Herbert Nicolas Mahut | Pierre-Hugues Herbert Nicolas Mahut | 6          | 6          |  |  | 3      | Pierre-Hugues Herbert Nicolas Mahut | Pierre-Hugues Herbert Nicolas Mahut | 6      | 7      |  |
|  | 2          | Rajeev Ram Joe Salisbury            | 4                                   | 7          | [10]       |  |  | 2      | Rajeev Ram Joe Salisbury            | Rajeev Ram Joe Salisbury            | 4      | 6(0)   |  |
|  | 1          | Nikola Mektić Mate Pavić            | 6                                   | 63         | [4]        |  |  |        |                                     |                                     |        |        |  |

### Gruppo Verde
|   |                                    | Mektić Pavić | Granollers Zeballos  | Dodig Polášek        | Krawietz Tecău      | RR V–P | Set V–P   | Game V–P    | Classifica |
| 1 | Nikola Mektić Mate Pavić           |              | 4-6, 6(4)-7          | 6-4, 7-6(6)          | 6-4, 6-4            | 2-1    | 4-2 (67%) | 35-31 (53%) | 2          |
| 4 | Marcel Granollers Horacio Zeballos | 6-4, 7-6(4)  |                      | 4-6, 7-6(10), [10-6] | 3-6, 7-6(1), [6-10] | 2-1    | 5-3 (63%) | 35-35 (50%) | 1          |
| 6 | Ivan Dodig Filip Polášek           | 4-6, 6(6)-7  | 6-4, 6(10)-7, [6-10] |                      | 7-6(2), 7-5         | 1-2    | 3-4 (43%) | 36-36 (50%) | 3          |
| 8 | Kevin Krawietz Horia Tecău         | 4-6, 4-6     | 6-3, 6(1)-7, [10-6]  | 6(2)-7, 5-7          |                     | 1-2    | 2-5 (29%) | 32-36 (47%) | 4          |

La classifica viene stilata in base ai seguenti criteri: 1) Numero di vittorie; 2) Numero di partite giocate; 3) Scontri diretti (in caso di due giocatori pari merito); 4) Percentuale di set vinti o di game vinti (in caso di tre giocatori pari merito); 5) Decisione della commissione

### Gruppo Rosso
|   |                                     | Ram Salisbury        | Herbert Mahut        | Cabal Farah      | Murray Soares | RR V–P | Set V–P   | Game V–P    | Classifica |
| 2 | Rajeev Ram Joe Salisbury            |                      | 6(7)-7, 6-0, [13-11] | 7-5, 2-6, [11-9] | 6-1, 7-6(5)   | 3-0    | 6-2 (75%) | 36-25 (59%) | 1          |
| 3 | Pierre-Hugues Herbert Nicolas Mahut | 7-6(7), 0-6, [11-13] |                      | 7-6(1), 6-4      | 6-3, 7-6(5)   | 2-1    | 5-2 (71%) | 33-32 (51%) | 2          |
| 5 | Juan Sebastián Cabal Robert Farah   | 5-7, 6-2, [9-11]     | 6(1)-7, 4-6          |                  | 6-2, 6-4      | 1-2    | 3-4 (43%) | 33-29 (53%) | 3          |
| 7 | Jamie Murray Bruno Soares           | 1-6, 6(5)-7          | 3-6, 6(5)-7          | 2-6, 4-6         |               | 0-3    | 0-6 (0%)  | 22-38 (37%) | 4          |

La classifica viene stilata in base ai seguenti criteri: 1) Numero di vittorie; 2) Numero di partite giocate; 3) Scontri diretti (in caso di due giocatori pari merito); 4) Percentuale di set vinti o di game vinti (in caso di tre giocatori pari merito); 5) Decisione della commissione